# Csungdzsong koreai király
Csungdzsong (1488. április 16. –1544. november 29.) Csoszon uralkodója volt. Született I Jok néven, majd a Csinszong Nagyherceg elnevezést kapta. Elődje féltestvére, Jonszangun (I Jong) volt, akit zsarnoki és igazságtalan uralkodása miatt egy puccs által megfosztatott trónjától, így I Jok 1506-ban elfoglalta helyét Csoszon trónján.

## Élete

### Jo Gwang-Jo reformajai  (Jungjong puccs)

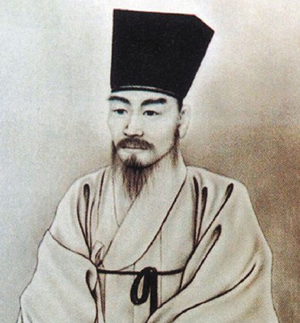
Jo Gwang-Jo Neo-Confuciánusz ideológia követője, Csungdzsong segítője.

Azon a napon, amikor Jonszangunt puccs által leváltották, Csinszong Nagyherceg házát a puccsban részvevő katonák körülvették. A Nagyherceg már az öngyilkosságon gondolkozott, ugyanis azt hitte féltestvére küldte a katonákat a megölésére; azonban felesége, későbbi nevén Dangyeong Királyné lebeszélte, így Csinszong A Csoszon-dinasztia 11. uralkodója lett, Csungdzsong néven.
Csungdzsong király keményen dolgozott azon, hogy eltakarítsa a Jonszangun-kor maradványait. Újranyitotta a Seonggyungwan-t (a Csoszoni és a Goryoe-i kor legfontosabb oktatási intézménye volt), illetve a Cenzúrák Hivatalát, amely kritizálta a király nem megfelelő döntéseit, cselekedeteit. Ugyanakkor, uralkodása korai időszakában nem gyakorolhatta szabadon királyi hatalmát, ugyanis az őt trónra ültető hivatalnokok kezében továbbra is hatalmas erő összpontosult. 8 évvel később, amikor az egykori puccs vezetőszemélyei természetes okokból meghaltak, a király kezébe vehette az irányítást és belekezdett hatalmas méretű és súlyú reformjaiba, melyekben segítségére volt a Jo Gwang-Jo és a Szarim párt is.
A Jo-Gwang-jo megerősítette a helyi autonómiát, egy Hyang’yak nevű kormányzati rendszer létrehozásával; kihirdette a Conficiánus írásokat, melyeket hangul fordítással széles körbe szétosztott;  létrehozott egy földrendeletet, amely egyenletesebben osztotta fel a földterületeket a szegény és a gazdag emberek között;  és felállított egy kiegészítő rendszert, amely segítségével tehetséges fiatalokat fedeztek fel, akik a kormányt segítették. Hitte, hogy minden tehetséges embert -beleértve a rabszolgákat is – ki kell nevezni a megfelelő hivatalnoki címekre, függetlenül azok társadalmi státuszától. Főfelügyelőként szigorúan betartatta rendeleteit, ennek hatására egy hivatalnok sem merte megvesztegetni vagy kihasználni a helyi lakosságot, melyet a Csoszon-Dinasztia „évkönyveiben” (Annals of the Joseon Dynasty) le is jegyeztek.
Azonban az új reformok teljes mértékben ellentétesek voltak a Csungdzsongot trónra ültető konzervativista hivatalnokok nézeteivel. A reformok után 4 évvel, Csungdzsong hirtelen felhagyott Jo Gwang-Jo programjaival, mert elveszthette bizalmát Jo programjaiban vagy félt attól, hogy Jo túl nagy hatalmat szerez magának. A király és Jo Gwang-Jo reformideje alatt, Csungdzsong  főképp a királyi hatalom megszilárdításán dolgozott, mag az utóbbi inkább a neo-Conficiánusz ideológiával foglalkozott, amely szerint az uralkodónk egy erényes példának kell lennie a nép számára. Végül 1519 novemberében, amikor a konzervatív hivatalnokok Jo Gwang-Jo-t felségárulással gyanúsították -  Mézzel levelekre felírták: Jo lesz a király feliratot, melyet a hernyók kirágtak a leveleken.  Ezt természetfeletti jelenséggel azonosították -, a király kivégeztette Jo Gwang-Jo-t a követői nagy részét pedig száműzetésbe küldte és felhagyott reformjaival. Eme incidenst a Harmadik Irodalmi Tisztogatásnak nevezik, más néven Gimyo tudósok mészárlása.

### A rokonok szerepe
Jo Gwang-Jo bukása után, Csungdzsonak sosem sikerült egyedül kormányoznia.  Uralkodását megjelölte a temérdek harc, ami a konzervatív pártok között folyt, és minden pártot támogatott egy személy a királynék illetve a királyi ágyasok közül. 1524-ben a konzervatív pártok összeütközésbe kerültek, és az egyik párt lemondatta a korrupt Kim Anro hivatalnokot. Azonban 1527-ben Kim Anro követői bosszút álltak, áskálódni kezdtek Park Hitves ellen, aki a király egyik ágyasa volt. Ezen történések hatására az ágyast és gyermekét Bokszung herceget kivégezték.  Kim Anro visszaszerezte hatalmát, és bosszút állt ellenségein, mindaddig, míg az új királyné fivérei – Yun Wonro és Yun Wonhyeong – elérték, hogy eltávolítsák hivatalából és kivégezzék Kim-et. Azonban Yun Im – Kim Anro szövetségese – elérte, hogy unokaöccsét trónörökössé koronázzák, mindaddig, míg az új királynénak – Munjeong királynénak – fia nem született. Unokaöccsét később Injong koronaherceg néven trónörökössé koronázták. Yun Im folyamatosan versengett a királyné Munjeong testvéreivel – Yun Wonhyeong és Yun Wonro -.  A hivatalnokok a két hatalom mellé csoportosultak, és minden csoport létrehozta a különböző pártokat.  Yun Im pártját „Nagyobb Yun”-nak (Greater Yun), míg a testvérek frakcióját „Kisebb Yun”-nak (Lesser Yun) nevezték. A két frakció konfliktusa vezetett 1545-ben Csungdzsong halála után a Negyedik Irodalmi Tisztogatáshoz.
A sok konfliktus következtében a dinasztia meggyengült, és a korábbi monarchiák külföldi problémái sokkal nagyobb hatással tértek vissza. A Wokou (Japán) kalózok és rablók gyakran fosztogattak az Északi tartományokban, míg az Északi határokon folyamatosan zajlottak a Mandzsúr támadások. Ezek következményeként a Csoszoni hadsereg lassan elvérzett.